# 長津田検車区
長津田検車区（ながつたけんしゃく）は、神奈川県横浜市緑区に所在し、敷地は東京都町田市にまたがる、東急電鉄の車両基地である。敷地の大部分（西側）は町田市南成瀬にあるが、正式な所在地は管理棟のある横浜市緑区長津田町となる。日本国内の車両基地では唯一、「都県境にまたがる」車両基地である。
川崎市宮前区に付属施設の長津田検車区鷺沼車庫（ながつたけんしゃくさぎぬましゃこ）を有する。

## 設備
東急田園都市線・こどもの国線長津田駅の西側にあり、多くの留置線を擁する東急電鉄最大の車両基地である。田園都市線・大井町線・こどもの国線の車両を主に担当するが、上記路線以外の車両も検査などで回送される。
- 敷地概要：東西方向に約682 m、南北方向に約130 m [2]
- 敷地面積：70,081 m2[1]
- 建物面積：6,581 m2
- 最大留置車両数：436両（10両×42本・7両×2本・2両×1本[3]）

主な業務は列車検査・月検査のほか、出入庫検査・構内入れ換え・車輪転削・車両清掃など。列車検査は1日7 - 8編成、月検査は1日1 - 2編成を実施している。車輪転削は12か月に1回の周期で計画しており、1日あたり16軸（4両）を削正している。一部の留置線を使用して軽微な車両改造が行われる場合がある。

### 構内
長津田駅から出入庫線が2本あり、JR横浜線長津田駅1・2番線ホーム、田園都市線3 - 6番線ホーム、こどもの国線7番線ホーム、隣接するこどもの国線の8番留置線に続き、出入庫線は9番線・10番線が付番されている。出入庫9・10番線は構内の入れ換え作業でも頻繁に使用する。
管理棟は鉄筋コンクリート構造3階建ての建物で、3階には検車区の心臓部となる信号扱所があり、構内の分岐器操作を担っている。構内に向かうには地上の線路を横切る通路のほか、管理棟付近から留置線13・14番線間、留置線3・4番線間、検査場まで通じる連絡地下道がある。構内は南側（横浜線寄り）から
- 車輪転削線 XA番線 - 修理場（車輪転削盤） - XB番線
  - 車輪転削盤は1度に2軸が削正できる[6]。
- 検査線（K1 - K3番線）3本
  - 月検査を行う検査場（検査庫建屋）、10両編成3本が収容できる[3]。K2番線のみ西側の修理場（車輪転削盤と同一建屋）と繋がっており、K2A番線 - K2B番線に分かれている[3]。K2B番線は修繕線として庫内に台車トラバーサー（主電動機・輪軸交換に使用）と天井走行クレーン（空調装置の交換に使用）を備えている[3]。
- 留置線（1 - 18番線・K4番線、K5番線・KC1番線・KC2番線）
  - 留置線は1 - 13番線はA区・B区に分かれており、10両編成を2本縦列で留置できる[6]。14 - 18番線は10両編成を1本留置できる[6]。列車検査は14 - 18番線または「K」が付いた番線（検査を意味する）を使用する[3]。
  - 構内奥の1B番線には「ギャラリー」と呼ばれる屋根上点検台と床下点検用のセンターピット（軌条間のみ掘り下げ）がある[6]。その南側に大井町線車両留置用（有効長が7両編成分）のKC1番線・KC2番線が並ぶ[6]。
  - 16・17番線の先には修繕等を行う「改修庫」に繋がっている[4]。
  - K5番線は旧車輪転削庫が残されており、現在はY000系2両編成1本と10両編成1本の留置線として使用している[6]。
- 洗浄線（S1・S2番線）：2本　手洗浄作業台を設置
  - 車両洗浄機 1基
- 引上線（C番線）：1本、構内入れ換え作業で使用する[6]

南側をJR横浜線が通っており、車窓からも見える。

### 鷺沼車庫
鷺沼駅の北西側に付属施設として鷺沼車庫を有する。かつてあった鷺沼検車区が移転して長津田検車区が成立した際に一部の車庫が残されたものである。なお、残りの車庫（反対側の南東側）は帝都高速度交通営団へと移譲され、現在は東京地下鉄の鷺沼検車区となっている。
主に大井町線の車両の留置に使用されているが、2000年代後半以降は8000系や8500系の廃車・運用離脱が進行したことで、鷺沼車庫に車両を疎開留置するケースも見られた。鷺沼車庫では長津田検車区の整備員が配属しており、1日1 - 2編成の列車検査を行っている。
- 敷地面積：9,895 m2[8]
- 最大留置両数：85両（5両×17本）[8]

## 沿革
- 1966年（昭和41年）4月1日 - 大井町線（現在の田園都市線区間）の延長に伴い自由が丘検車区から検車区機能が鷺沼に移転され、鷺沼検車区発足。
- 1979年（昭和54年）7月23日 - 鷺沼検車区が長津田に移転し、長津田検車区発足。
- 1983年（昭和58年） - 世田谷線の長津田車両工場上町班が長津田車両工場より長津田検車区に移管され、長津田検車区上町班となる。
- 2000年（平成12年） - 上町班が長津田検車区より雪が谷検車区に移管され、雪が谷検車区上町班となる
- 2006年（平成18年）12月1日 - 検車区業務を東急レールウェイサービスに移管。

## 所属車両

### 田園都市線
- 5000系：10両編成18本、180両
- 2020系：10両編成30本、300両

### 大井町線
- 9000系：5両編成14本、70両
- 9020系：5両編成3本、15両
- 6000系：7両編成6本、42両
- 6020系：7両編成2本、14両・5両編成1本、5両[5]

### こどもの国線
- Y000系：2両編成3本、6両（横浜高速鉄道受託車）

### 事業用車
- 7500系：3両（事業用車）

### その他車両
- 8500系（8637F 4両・大井町線所属[5]・臨時列車用）
- 8500系2両（休止車両：デハ8522・デハ8631）、9000系1両（休止車両：デハ9405）[5]
- マニ50形（伊豆急行管理）

## その他
- 東急車輛製造→総合車両製作所で落成した世田谷線用以外の車両の受領を担当するほか、日本車輌製造で製造された営団（当時）08系も当区へ甲種輸送された。
- 1993年7月から、上田交通（現・上田電鉄）別所線で使用されていた旧5000系と5200系の先頭車各1両（デハ5001およびデハ5201）を登場時の姿に復元して当区で保管していたが、2000年2月に保管場所を東急車輛製造本社（現・総合車両製作所横浜事業所）構内に移している。なお、デハ5001は車体を一部カットの上で2006年10月から渋谷駅ハチ公口前で展示している。ただ、2020年（令和2年）5月中旬をもって秋田県大館市の観光施設「秋田犬の里」へ移転になった。
- J-POPバンドの175Rが「空に唄えば」のプロモーションビデオ撮影に当区を使用したことがある。